# Nesodillo jonesi
Nesodillo jonesi là một loài chân đều trong họ Armadillidae. Loài này được Verhoeff miêu tả khoa học năm 1936.